# Delta Velorum
Delta Velorum (δ Vel / δ Velorum, conosciuta anche col nome proprio Alsephina) è un sistema stellare nella costellazione delle Vele, composto da tre stelle, due delle quali formano una binaria a eclisse. Il sistema dista approssimativamente 80 anni luce dalla Terra.

## Osservazione
Si tratta di una stella situata nell'emisfero australe celeste, una delle cinquanta più brillanti del cielo notturno osservabile. La sua posizione è fortemente australe e ciò comporta che la stella sia osservabile prevalentemente dall'emisfero sud, dove si presenta circumpolare anche da gran parte delle regioni temperate; dall'emisfero nord la sua visibilità è invece limitata alle regioni temperate inferiori e alla fascia tropicale. Essendo di magnitudine 1,9, la si può osservare anche dai piccoli e medi centri urbani senza difficoltà.
Il periodo migliore per la sua osservazione nel cielo serale ricade nei mesi compresi fra febbraio e giugno; nell'emisfero sud è visibile anche per buona parte dell'inverno, grazie alla declinazione australe della stella, mentre nell'emisfero nord può essere osservata in particolare durante i mesi primaverili boreali.
La stella può essere facilmente identificata perché forma con κ Velorum, ι Carinae e ε Carinae l'asterismo della Falsa Croce, così chiamato perché rassomigliante alla Croce del Sud.
A causa della precessione, δ Velorum diventerà la stella polare australe attorno all'anno 9 000.

## Denominazione
Secondo l'uso astronomico, la stella è comunemente indicata come δ Velorum secondo la nomenclatura di Bayer, introdotta nel 1603 da Johann Bayer. Poiché si tratta però di una stella multipla, sorge la necessità di contraddistinguere ciascuna componente adottando una lettera maiuscola, seguendo l'ordine alfabetico in base alla distanza dalla stella principale, δ Velorum A, δ Velorum B, δ Velorum C e δ Velorum D. δ Velorum A, la più luminosa del sistema, è risultata una binaria a eclisse, composta cioè essa stessa da due stelle, indicate come δ Velorum Aa e δ Velorum Ab, utilizando la convenzione adotatta dal Washington Multiplicity Catalog (WMC) e ripresa dall'Unione Astronomica Internazionale.
La coppia composta da δ Velorum C e δ Velorum D non sarebbe legata gravitazionalmente al sistema.
Alla componente più luminosa del sistema, δ Velorum Aa, nel 2017 è stato assegnato anche il nome proprio Alsephina. Questo riprende il origine araba Alsafinah, derivato da al-safīnah (la nave) utilizzato nel X secolo per la costellazione della Nave Argo nella traduzione dell'Almagesto di Claudio Tolomeo. Dalla seconda metà del XVII secolo, il nome in precedenza impiegato per la costellazione passò a identificare specificatamente la stella δ Velorum, secondo l'uso che ne fece Andreas Cellarius nella Harmonia Macrocosmica (1660).
Nella tradizione astronomica cinese la stella era indicata come 天社三S, Tiān Shè sānP, lett. "la terza stella del Tempio del dio della terra celestiale", dove il "Tempio del dio della terra celestiale", 天社S, Tiān ShèP, identifica l'asterismo della Falsa Croce. La stella inoltre era considerata parte di un secondo asterismo, denominato 弧矢S, hú shǐP, Koo SheW, lett. "arco e freccia", composto anche da ω Carinae e altre stelle del Cane Maggiore.

## Caratteristiche del sistema

### La binaria a eclisse

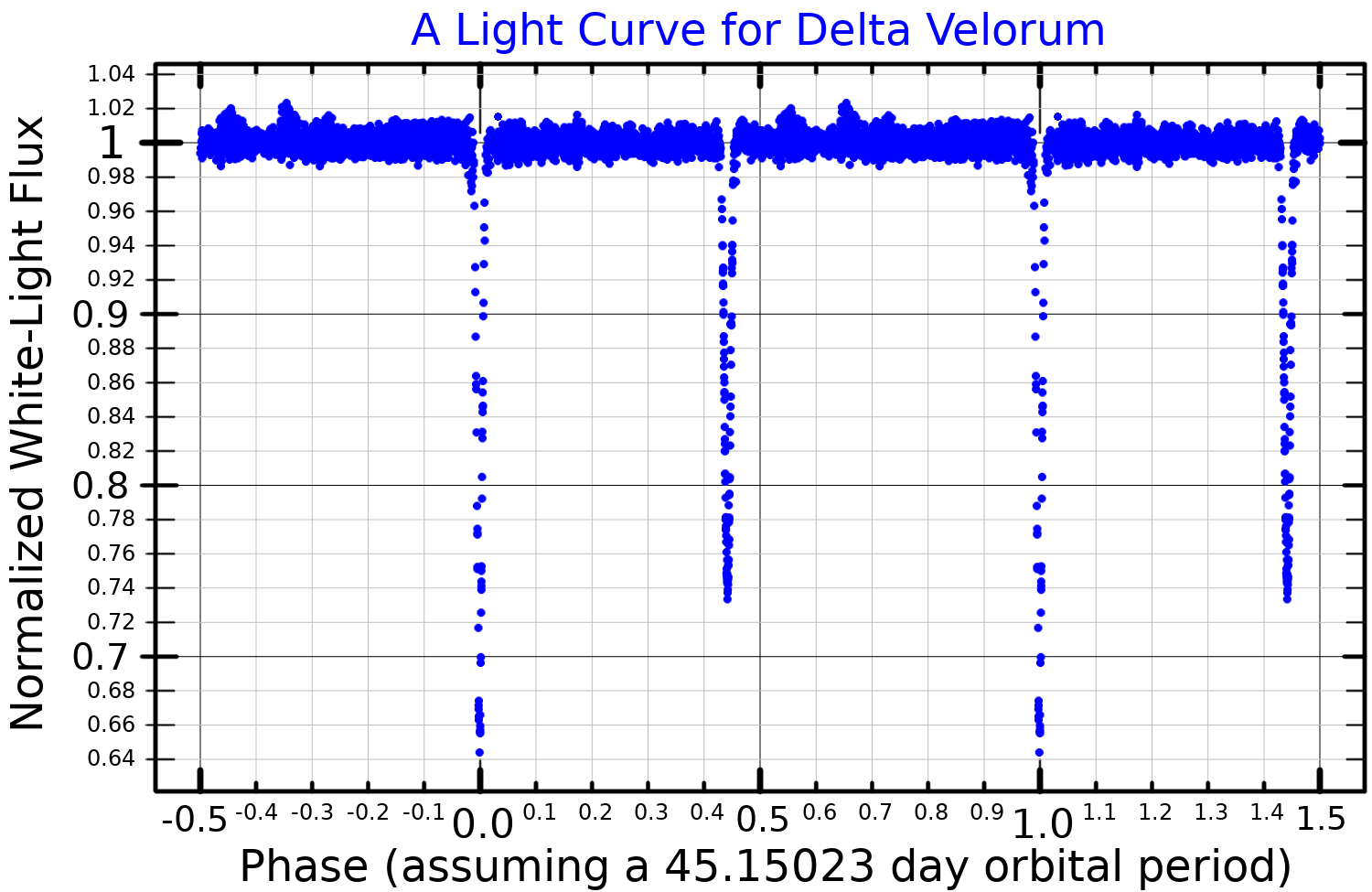
Curva di luce della binaria dai dati acquisiti con lo strumento SMEI del satellite per l'osservazione Coriolis.

La stella è un sistema multiplo in cui Delta Velorum A, la componente principale, è a sua volta una binaria a eclisse, variabile di tipo Algol, formata da due stelle bianche di classe A con massa rispettivamente di 2,5 e 2,4 masse solari. Il periodo orbitale attorno al comune centro di massa delle due componenti è di 45,15 giorni, ad una distanza media reciproca di 0,5 UA. La luminosità totale del sistema fluttua del 50% nei minimi primari, quando è la principale ad essere occultata, e del 30% quando la stella occultata è la meno luminosa.
Indicazioni che la stella fosse essa stessa binaria si ebbero già nel 1978 e, poi, dai dati raccolti dal satellite Hipparcos, pubblicati nel 1997. Tuttavia, l'informazione non raggiunse pienamente la comunità astronomica. Alcune osservazioni visuali eseguite tra il 1997 e il 2000, combinate con le acquisizioni del sensore stellare a bordo della sonda Galileo condussero infine a identificare δ Velorum A come una binaria a eclisse.

### δVelorumB
La compagna del sistema di Delta Velorum A, δ Velorum B, ha una magnitudine di +5,1 ed è separata da A da 2,6 arcosecondi. Si tratta di una stella bianco-gialla di sequenza principale di classe F6V che orbita attorno al sistema di Delta Velorum A in un periodo di circa 142 anni ad una distanza media di 49 UA.
La seconda componente del sistema fu scoperta da Solon Bailey il 30 aprile 1894 con un telescopio rifrattore da 13 pollici (33 cm) e, indipendentemente, da Robert Innes l'anno seguente.

### Altre componenti nel sistema
Lontane 69 secondi d'arco ci sono altre due stelle rispettivamente di magnitudine 11 e 13, Delta Velorum C (2MASS J08444898-5441500) e Delta Velorum D (2MASS J08444962-5441498), di classe spettrale G8V e K0V: distanziate tra loro di circa 150 UA si pensa che non siano legate gravitazionalmente al sistema di A e B, ma siano in realtà molto più lontane.
Furono individuate nel 1847 da William Herschel e associate al sistema perché avrebbero avuto un moto proprio compatibile con quello delle altre componenti. Tuttavia, neppure questo dato ha trovato conferma in un'analisi delle caratteristiche delle due stelle ripetuta nel 2007.